# Vier gegen die Bank (2016)
Vier gegen die Bank ist eine deutsche Kriminalkomödie von Wolfgang Petersen, die am 25. Dezember 2016 in die deutschen Kinos kam. Der Film ist von Petersens gleichnamigem Fernsehfilm aus dem Jahr 1976 inspiriert. Die vier Hauptrollen spielen Til Schweiger, Matthias Schweighöfer, Jan Josef Liefers und Michael Herbig.

## Handlung
Chris, Max und Peter kennen sich nicht und haben wenig gemeinsam – bis auf eines: Ihr erspartes Geld liegt bei der „Bärenbank AG“ in Berlin und wird von Anlageberater Tobias verwaltet. Chris ist ein in die Jahre gekommener, mental etwas schlichter und mittlerweile halbblinder Boxer, der sich mit Selbstverteidigungskursen für Frauen und gelegentlichen Kämpfen finanziell über Wasser hält. Sein Leben lang hat er für seinen Traum gespart, eine eigene Boxhalle mit allem Drum und Dran eröffnen zu können. Max ist ein ambitionierter Werbeprofi aus einem reichen Elternhaus, der sich als Angestellter in einer erfolgreichen Agentur als zu eingeschränkt und wenig gewürdigt wahrnimmt. Deshalb kündigt er seinen Job mit sehr deutlichen Worten und plant, mit seinen Ersparnissen eine eigene Agentur zu gründen. Peter ist Schauspieler und war vor vielen Jahren Co-Star der Krimi-Serie „Bullet und Podolski“. Doch die Angebote sind für ihn rar geworden, weshalb er für wenig Geld in Studenten-Produktionen auftritt. Seine Ersparnisse reichen jedoch aus, dass er, seine Frau Freddie und die beiden gemeinsamen Kinder gut über die Runden kommen. Gerade als die drei auf ihr Erspartes zugreifen wollen, müssen sie feststellen, dass bis auf wenige Hundert Euro alles verloren ist.
Die drei treffen erstmals im Foyer der „Bärenbank“ aufeinander, als sie dort randalieren und Tobias lynchen wollen. Tobias ist ein an sich kompetenter Bankangestellter, der zwar die ihm anvertrauten Gelder sicher anlegt, jedoch aufgrund mangelnder Selbstsicherheit im Umgang mit anderen Menschen nur über wenige Kunden verfügt. Bankdirektor Heinrich Schumacher, der den Profit der Bank über das Wohl der Kunden stellt, will Tobias deshalb loswerden und durch einen Berater mit weniger Hemmungen ersetzen. Kurzerhand lässt Schumacher darum das gesamte Geld von Tobias’ Kunden abbuchen und wirft diesem Unfähigkeit vor, nachdem er ihm sämtliche Marktinformationen vorenthalten hatte. Tobias wird entlassen.
Chris, Max und Peter gehen zusammen in eine Kneipe, um auf den schweren Schock erst mal einen zu trinken. Zufällig treffen sie dort auf Tobias, der geknickt in einer Ecke sitzt. Als dieser die Kneipe verlässt, verfolgen ihn die anderen drei bis zu seiner Wohnung, dringen in diese ein und fesseln ihn. Von der Idee, den Unschuldigen zu töten, nimmt Peter jedoch schnell Abstand, als sich Tobias als großer Fan von „Bullet und Podolski“ outet. Der Schauspieler überredet Max und Chris, Tobias am Leben zu lassen und sich stattdessen das Geld von der Bank zurückzuholen – mithilfe des Wissens ihres „Insiders“ Tobias.
So schmiedet das Quartett Pläne und kommt – nach vielen absurden Vorschlägen von Chris, einfach jeden zusammenzuschlagen, der sich ihnen auf dem Weg zum Tresor entgegenstellt – schließlich zu dem Schluss, dass an einem Freitag (wenn neues Bargeld eintrifft) die Bank gestürmt wird, Chris die Sicherheitsleute ausschaltet und danach im Fluchtfahrzeug vor der Tür wartet, Max die Gäste in Schach hält und Peter dem Assistenten Schumachers unter vorgehaltener Waffe den Code für den Tresor entlockt. Anschließend sollen zwei Reisetaschen mit Bargeld vollgestopft werden, Max und Peter sollen durch einen Seiteneingang fliehen und mit Chris im Fluchtwagen verschwinden. Vorbereitend auf ihren Coup stehlen die vier ein Auto von einem Dauerparkplatz am Flughafen und bezahlen einen Obdachlosen dafür, einen Überfall zu simulieren. So finden sie heraus, dass die Polizei etwa viereinhalb Minuten braucht, bis alle Ausgänge umstellt sind.
Nach jenem simulierten Überfall erscheint Elisabeth Zollner in der Bank. Sie leitet die Polizeiabteilung zur Aufklärung von Banküberfällen und hält den dilettantischen Versuch des Obdachlosen (als „Waffe“ hielt ein Schokoriegel her) eher für eine Vorbereitungsmaßnahme eines wirklichen Überfalls. So lässt sie alle Anwesenden nach dem „Überfall“ verhören, darunter auch Peter, der behauptet, lediglich Geld eingezahlt zu haben.
Es kommt der Tag des Überfalls: Tobias soll dem Geschehen fernbleiben und vor vielen Augen etwas anderes tun, um als naheliegender Verdächtiger ein Alibi zu haben. So besucht er eine Papstmesse im Olympiastadion, überwindet seine Angst vor der eigenen Nacktheit und flitzt vor den Augen von über 50.000 Menschen durch das Stadion. Der Überfall selbst läuft zunächst ganz nach Plan, droht aber zu scheitern, als Peter bei dem in seine Hand gekritzelten Code die letzte Ziffer nicht mehr erkennen kann, Max die in Schach gehaltene Menge aus den Augen lässt und Chris das kurzgeschlossene Fluchtfahrzeug nicht gestartet bekommt. Kurz vor dem Eintreffen der Polizei ist jedoch alles doch noch gutgegangen und die drei Amateur-Gangster entkommen mit 2,1 Millionen Euro. Zusammen mit Tobias wird daraufhin in Peters Keller gefeiert, wo sie allerdings erkennen müssen, dass sämtliche Scheine markiert sind. Zollner hatte mit einem echten Überfall gerechnet und daher alle Banknoten markieren lassen, die somit für das Quartett nichts mehr wert sind. Als kurz darauf auch noch Peter (wegen einer eindeutigen Falschaussage nach dem falschen Überfall), Chris (wegen eines markanten Tattoos am Unterarm) und Tobias (wegen seines Nacktlaufs) von Zollner verdächtigt und befragt werden, beschließen die vier, dass das Geld und die „Schuldigen“ von der Polizei gefunden werden müssen – anderenfalls würden sie über kurz oder lang überführt.
Mit der Hilfe von Freddie manipulieren sie zunächst Zollner: Max, der als einziger nicht verdächtigt wird, soll die partnersuchende Polizistin für sich gewinnen, indem er über eine Singlebörse ein Date mit ihr arrangiert – im selben Restaurant und zur selben Zeit, wo Schumacher mit seiner Affäre Heidi gewohnheitsgemäß ebenfalls zugegen ist. Kurz vorher sind auch Peter und Freddie im selben Restaurant, verlassen es jedoch, als Schumacher eintrifft. Durch eine List schafft Peter es so, dass Schumachers Fingerabdrücke auf einem Bündel Reisepässe landen. Als Zollner Schumacher erkennt und Max etwas von ihrer Arbeit erzählt, erklärt Max, dass doch zwischen Bankdirektor und Bankräuber an sich kein Unterschied bestehe – beide würden sich das Geld anderer Leute aneignen. Währenddessen verstecken Chris und Tobias 1,7 Millionen Euro und die Reisepässe in Schumachers Haus und suchen über seinen Computer Möglichkeiten für Offshore-Banking. Kurz darauf geben zwei alte Freunde von Chris (die lieber im Gefängnis als auf der Straße sitzen wollen) ein paar markierte Scheine in einer Tankstelle aus, haben das gleiche Tattoo wie Chris und bekennen sich zu dem Überfall. Als Kopf des Ganzen nennen sie Schumacher, dessen Haus daraufhin durchsucht wird. Nach Feststellung diverser Beweismittel wird auch der Bankdirektor verhaftet.
Den Erfolg feiern die vier gemeinsam in einer Bar; jeder hat die rund 100.000 Euro, um die Schumacher sie betrogen hatte, zurück und auch Tobias erhält den gleichen Anteil. Max ist mit Zollner fest liiert. Lachend stellen sie fest, dass es Schumachers Karma war, weshalb er nun im Gefängnis sitzen muss. Mit dem Versprechen, noch andere Bankdirektoren mit schlechtem Karma ins Gefängnis zu bringen, trinken sie aus.

## Produktion
Die Dreharbeiten fanden vom 30. November 2015 bis zum 29. Februar 2016 in Berlin statt. Als Außenkulisse für die Bank diente das Alte Stadthaus. Die Papstmesse wurde im Olympiastadion gedreht.
Die Produktionskosten betrugen ca. 13 Millionen Euro. Das Einspielergebnis beträgt etwas über 9 Millionen Euro.

## Trivia
- Vier gegen die Bank war Wolfgang Petersens erster Kinofilm seit 10 Jahren (zuletzt Poseidon, 2006) und seine erste deutsche Kinoproduktion seit Die unendliche Geschichte (1984). Es war zugleich der letzte Spielfilm des 2022 verstorbenen Regisseurs.
- Mehrfach wird auf andere Rollen der Schauspieler angespielt: Beispiele sind etwa Chris’ Drohung „Sag deinen Eiern auf Wiedersehen“, welche in sehr ähnlicher Weise (wenn auch weit weniger komödiantisch) von Schweigers Rolle in Inglourious Basterds gesprochen wird, oder Peters Aussage, er sei einmal „der Star der beliebtesten deutschen Krimi-Serie“ gewesen – tatsächlich spielt Liefers den Karl-Friedrich Boerne im Münsteraner Tatort, der zu den populärsten Tatorten gehört.
- Peters frühere Rolle heißt Jürgen Podolski. Oftmals wird er jedoch fälschlich Lukas genannt, wie der ehemalige Fußball-Nationalspieler.
- Peters früherer „Serienpartner“ war Thomas Kretschmann als Kommissar Bullet, was auf einigen Plakaten gut zu erkennen ist.

## Rezeption
Cinema schrieb, Regisseur Wolfgang Petersen nutze „clever die Stärken seiner Stars“, auch mangle es der „überraschend rasanten, leichtgewichtigen Krimikomödie“ nicht „an flotten Sprüchen und Klamauk“. Als Fazit hieß es: „Vergnügliche, leichtgewichtige Krimikomödie, der man den Hang zum Klamauk verzeiht, die aber nicht lange im Gedächtnis bleibt.“
Christoph Petersen von Filmstarts vergab 2 von 5 Sternen und meinte, Vier gegen die Bank sei eine „dahinplätschernde Krimi-Komödie ohne durchdachten Plot“, der es außerdem an „schlagfertige[n] Dialoge[n]“ wie auch „satirische[n] Spitzen“ fehle. Die „gut aufgelegten Stars“ würden zumindest verhindern, „dass es zu größeren Längen kommt“ und den Film „zur zum Glück nur 96 Minuten entfernten Ziellinie“ schleppen.
Das Lexikon des internationalen Films nannte den Film eine „turbulente Krimikomödie, die einschlägige Erzählelemente klassischer Caper-Movies abspult und dabei die vier Hauptdarsteller unterhaltsam in Szene setzt“. Jedoch könnten „weder das rasante Erzähltempo noch die überdrehten Gags“ verbergen, „dass sich der Film ausschließlich an Oberflächen entlang hangelt und es ihm an Charme und Eleganz mangelt“.
Frank Schnelle von epd Film fasst hingegen zusammen: „Ein trauriges Comeback: Mit seiner plumpen Heist-Komödie kann Wolfgang Petersen trotz (oder gerade wegen) der versammelten deutschen Starpower nicht punkten“.